# Isola del Principe Rodolfo
L'isola del Principe Rodolfo, detta anche isola di Rudolf (in russo oстров Рудольфа?, ostrov Rudolʾfa; in tedesco Rudolf-Insel), chiamata così in onore di Rodolfo d'Asburgo-Lorena, è l'isola più a nord della Terra di Francesco Giuseppe, in Russia. La baia di Teplitz è il sito che funge da punto iniziale delle numerose spedizioni polari del tardo XIX secolo e primo XX secolo, in particolare italiane.
A causa dei terreni scoscesi, l'unica zona accessibile agli aerei è una stretta striscia di terra di 300 metri. Capo Fligeli, situato sull'isola, è il punto più a nord dell'Europa.

## Geografia
L'isola ha una superficie di 297 km² e un'altezza massima di 461 m. A sud il canale di Neumayer (пролив Неймайера) la separa dalle isole di Hohenlohe e Oktjabrjata. Nella parte occidentale dell'isola si trova la baia Teplitz.

## Storia
L'isola è stata raggiunta la prima volta nel 1873 dalla Spedizione austro-ungarica al polo nord di Payer-Weyprecht e dedicata al principe Rodolfo d'Asburgo-Lorena. Nel 1900, la spedizione del capitano Umberto Cagni e di Luigi Amedeo di Savoia-Aosta raggiunse il nord e nord-ovest dell'isola, e svernò nella baia di Teplitz prima di tentare di raggiungere il Polo Nord.
Nel 1936, l'isola è stata la base di partenza della prima spedizione aerea sovietica al Polo Nord. Da lì, nel maggio 1937, sono decollati quattro pesanti quadrimotori ANT-6. Nel 1932 fu impiantata la stazione polare operativa "Rudolph", che fu chiusa nel 1995.